# Piotr Błudnicki
Piotr Błudnicki herbu Leliwa (zm. przed 27 lutego 1542 roku) – sędzia ziemski halicki w latach 1510-1537, podsędek halicki w latach 1499-1510, sędzia grodzki halicki w 1489 roku.
Poseł na sejm piotrkowski 1512 roku z województwa podolskiego.